# 神戸市立駒ケ林中学校
神戸市立駒ヶ林中学校（こうべしりつ こまがばやしちゅうがっこう）は、兵庫県神戸市長田区にある公立中学校。

## 概要
駒ヶ林中学校は、昭和22年4月22日に六・三制の新学制発布とともに、新制中学校24校のうちの1校として開校。当時は長楽小学校（現駒ヶ林小学校）にて、職員10名、生徒数388名で開校式を行い、昭和25年に現在地へ移転した。また、全国初の夜間中学校が昭和24年から11年間、本校で開設されていた。
平成7年1月17日の阪神淡路大震災では緊急避難所として全館を開放し、1,600名の避難者を受け入れた。震災直後から中学生も救援物資の運搬や分配、仮設住宅の清掃活動などに従事した。そして平成11年に生徒会組織の中にボランティア委員会を設置し、募金活動をはじめ、校内美化や地域清掃を行い、今もその活動は引き継がれている。       　

## 通学区域
- 神戸市立駒ケ林小学校の通学区域[1]

## 部活動

### 運動部
- 野球部
- バスケットボール部
- 卓球部
- 柔道部

### 文化部
- 吹奏楽部
- 美術部
- 家庭科部

## 特色のある活動
- ボランティア委員会
  - 主な活動
    - 地域清掃活動
    - 街頭募金活動
    - 一七市拡大版への参加　など
- 駒中太鼓

## 制服
- 男子　
  - 冬服は標準的な学生服上下である。
  - 夏服はカッターシャツ、スラックスである。
- 女子　
  - 冬服はブレザー、ベスト、カッターシャツ、吊りスカートである。
  - 夏服はカッターシャツ、吊りスカートである。

## 交通アクセス
- 神戸市営地下鉄・JR新長田駅より西へ徒歩３分
- 阪神高速３号神戸線湊川ICより西へ５分

## 通学区域が隣接している中学校
- 神戸市立長田中学校
- 神戸市立西代中学校
- 神戸市立太田中学校
- 神戸市立鷹取中学校